# Hera Björk
Hera Björk Þórhallsdóttir (Reiquiavique, 29 de Março de 1972) é uma cantora islandesa que representou o seu país, a Islândia, no Festival Eurovisão da Canção 2010, em Oslo, Noruega, com a música «Je ne sais quoi», cantada exclusivamente em inglês e no Festival da Canção de Viña del Mar de 2013 com a canção «Because you can», que venceu a competição internacional. Representou a Islândia pela segunda vez no Festival Eurovisão da Canção de 2024 com a música «Scared of Heights».

## Biografia
Entre 1999 e 2000, foi a apresentadora do programa de entretenimento islandês «Stutt í Spunann» na rádio e televisão pública da Islândia Sjónvarpið. Em 2009, participou no Grande Prémio Dansk Melodi, onde ficou em segundo lugar, atrás de Niels Brinck e da sua canção «Believe Again», que ficou em 13.º lugar no evento realizado em Moscovo, na Rússia. No entanto, a sua canção «Someday» foi escolhida para representar a Dinamarca no OGAE Second Chance Festival 2009, onde venceu, à frente da Suécia com o grupo Alcazar e da Espanha com Mirela, que ficou em terceiro lugar. Representou o seu país no Festival Eurovisão da Canção de 2010 em Oslo, Noruega. Participou também nas pré-selecções dinamarquesa e islandesa para o Festival Eurovisão da Canção.

## Carreira musical

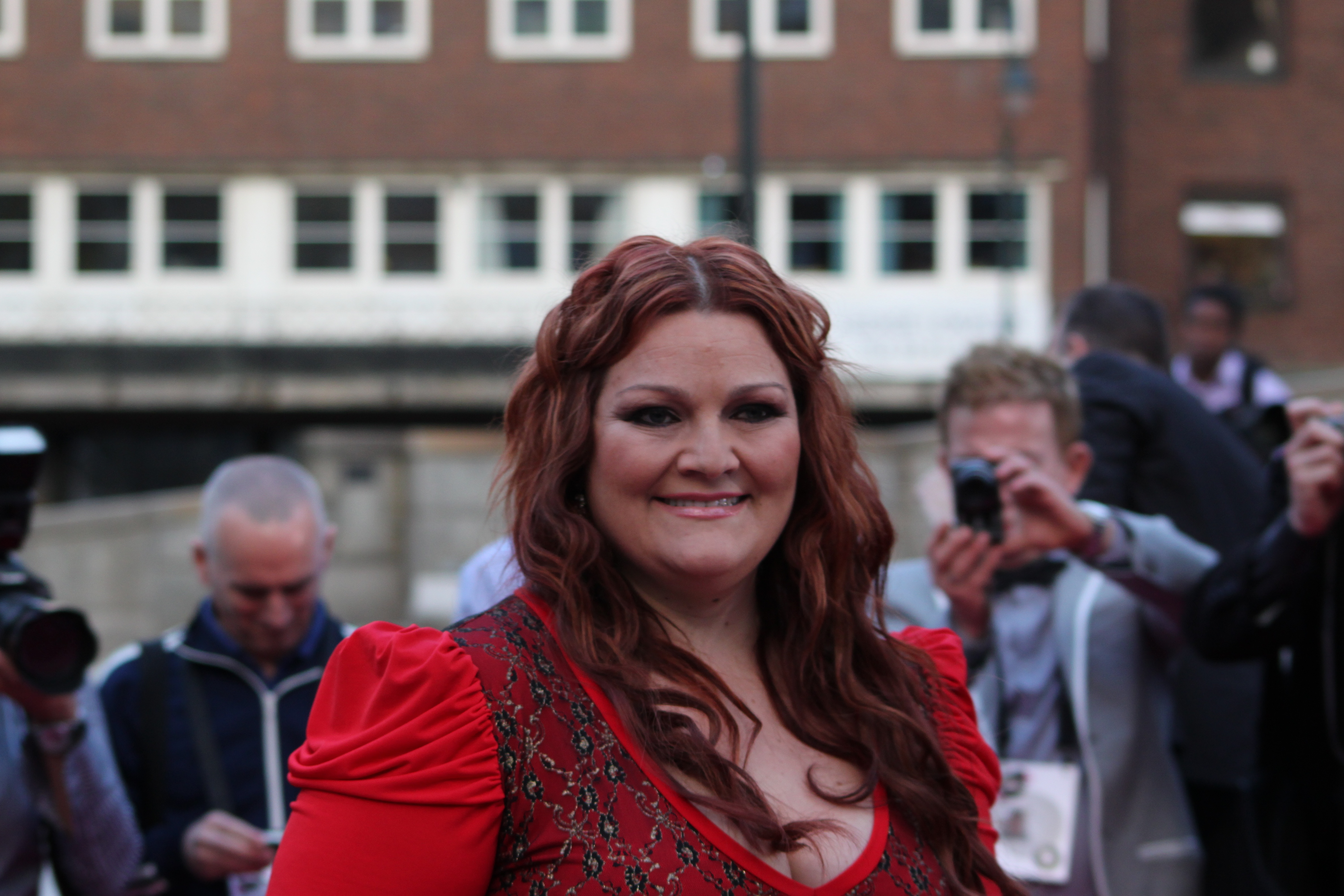
Hera Björk - Island.

### Festival Eurovisão da Canção
No Festival Eurovisão da Canção de 1999, Hera Björk participou no videoclipe da delegação islandesa liderada por Selma Björnsdóttir. Mais tarde, Hera foi membro do coro Eurobandið no Festival Eurovisão da Canção de 2008 e também do coro de Yohanna no Festival Eurovisão da Canção de 2009. Repetiu o papel de vocalista de apoio no Festival Eurovisão da Canção de 2015 com Maria Ólafsdóttir com a canção «Unbroken».
Para a Eurovisão de 2010, Hera Björk participou na pré-seleção islandesa tendo saído vitoriosa com a canção «Je ne sais quoi». Posteriormente, qualificou-se para a final com o terceiro lugar e obteve 123 pontos na primeira semi-final do festival. Na final, deu um grande espetáculo em palco, onde foi aplaudida pelo público da casa e acabou em décimo nono lugar com 41 pontos dos países que votaram. Foi selecionada entre os concorrentes do Söngvakeppnin 2024, a seleção nacional islandesa do Festival Eurovisão da Canção de 2024, com a canção «Við förum hærra», e sua versão em inglês intitulada «Scared of Heights». Qualificou-se para a final e venceu com a versão inglesa, com a qual se espera que represente a Islândia no concurso pela segunda vez.

### Festival Internacional da Canção de Viña del Mar
Em 2013, foi selecionada com a sua canção «Because you can» para representar a Islândia no Festival Internacional da Canção de Viña del Mar desse ano. Na fase de qualificação ficou em primeiro lugar juntamente com a canção representante dos Estados Unidos e passou à fase final. Ganhou o primeiro lugar, pelo qual recebeu 35.000 dólares e a Gaivota de Prata, o prémio mais alto que um artista pode ganhar na categoria internacional, tornando-a a primeira islandesa vencedora da competição. Após a sua vitória em Viña del Mar, mudou-se para Santiago do Chile, onde morou até 2015.

## Discografia

### Álbuns
- 1999: "Litla Hryllingsbúðin (Little shop of Horror)", "Alltaf í Boltanum - Áfram Ísland", "Principium -Schola Cantorum"
- 2000: "Ilmur af Jólum / The Scent of Christmas", " Disneylögin"
- 2001: "Landslag Bylgjunnar - Engum nema þér", "Audi Creator Coeli"
- 2002: "Svarta Platan", "Á Jólunum"
- 2003: "Í faðmi þínum"
- 2004: "Við gefum von"
- 2006: Hera Björk solo album
- 2007: "Montagne Azzurre - Leone Tinganelli"
- 2008: The Frostroses - Live in Concert",
- 2009: "The Frostroses - Heyr himnasmiður",  "Ást og Tregi -  Heimir Sindrason", "Húm (söngvar um ástina og lífið) -Stefán Hilmarsson"
- 2010: Je Ne Sais Quoi
- 2013: Because You Can, "Ilmur af jólum 2"